# Mateusz Praszelik
Mateusz Praszelik (ur. 26 listopada 2000 w Raciborzu) – polski piłkarz występujący na pozycji pomocnika w Cracovii.

## Kariera piłkarska

### Kariera klubowa
Treningi piłkarskie rozpoczynał w szkółce piłkarskiej Odra Centrum Wodzisław Śląski, a w 2014 został przyjęty do juniorskiej ekipy Legii Warszawa. W latach 2017–2019 występował w drugiej drużynie „Wojskowych”. 13 marca 2019 roku zadebiutował w pierwszej drużynie Legii przeciwko Rakowowi Częstochowa, wchodząc w 110. minucie za Michała Kucharczyka w meczu 1/4 finału Pucharu Polski. 21 lipca 2019 zadebiutował w Ekstraklasie przeciwko Pogoni Szczecin. 7 lipca 2020 roku podpisał czteroletni kontrakt ze Śląskiem Wrocław, swoją pierwsza bramkę na poziomie ekstraklasy strzelił w meczu 8 kolejki przeciwko Jagiellonii Białystok. W dniu 29 stycznia 2022 roku Praszelik dołączył do drużyny Serie A Hellas Verona na zasadzie wypożyczenia z opcją wykupu.
9 lipca 2025 podpisał z Cracovią trzyletni kontrakt z opcją przedłużenia. Zadebiutował 25 lipca 2025 w meczu przeciwko Bruk-Bet Termalice Nieciecza (2:0).

## Sukcesy

### Legia Warszawa
- Mistrzostwo Polski: 2019/2020

## Życie prywatne
Jego ojcem jest Mirosław Praszelik, były piłkarz.